# Martin Lutz (Unternehmer)

Johann Martin Lutz (um 1885)

Martin Lutz (* 17. März 1833 in Schwarzach; † 3. Oktober 1913 in Mannheim-Feudenheim, eigentlich Johann Martin Lutz) war ein deutscher Ratschreiber und Unternehmer.

## Leben und Werk
Seine Eltern waren Johann-Martin Lutz und Karoline Lutz, geb. Schwab. Das Ehepaar hatte zwei Söhne. Nach seiner Schulausbildung machte Martin Lutz eine Ausbildung zum Kaufmann und ging danach in die Gemeindeverwaltung.
In dieser Zeit wurde Lutz mit den Problemen im Nahverkehr zwischen Feudenheim und Mannheim konfrontiert. Die Bevölkerung der Vorstadt konnte die Stadt Mannheim nur zu Fuß oder mit dem Pferdewagen erreichen. Die Mannheimer Stadtbevölkerung kam ebenfalls nur mit großem Aufwand zu dem bei Feudenheim liegenden Friedhof. Während im Mannheimer Umland nur Pferdebahnen im Einsatz waren, gab es in anderen Städten bereits Dampfbahnen. So bewarb sich Lutz im Jahr 1882 um die Konzession zum Bau einer Dampfstraßenbahn. Nach zweimaliger Ablehnung wurde Lutz dann doch ein Geländestreifen von 4300 Quadratmeter gegen Zahlung einer Pacht von 2000 Goldmark zur Verfügung gestellt.
Basierend auf den Pachtvertrag konnte nun die Genehmigung durch die Großherzogliche Regierung beantragt werden, sodass am 2. Mai 1884 die erste Probefahrt, mit einigen kleinen Problemen, stattfinden konnte. Offiziell wurde die Milchbahn am 5. Mai 1884 in Betrieb genommen. Die Dampfstraßenbahn bestand anfänglich aus einer Lokomotive und zwei Anhängern. Am 16. Januar 1900 verkaufte Lutz die Lutz & Cie inklusive der inzwischen gebauten Anlagen für 600.000 Goldmark an die Stadt Mannheim. Im Jahr 1913 wurde die Bahn jedoch stillgelegt und die Strecke elektrifiziert.
Martin Lutz wurde Ehrenbürger der damals noch selbstständigen Gemeinde Feudenheim und für sein Engagement wurde ihm der Orden vom Zähringer Löwen verliehen.

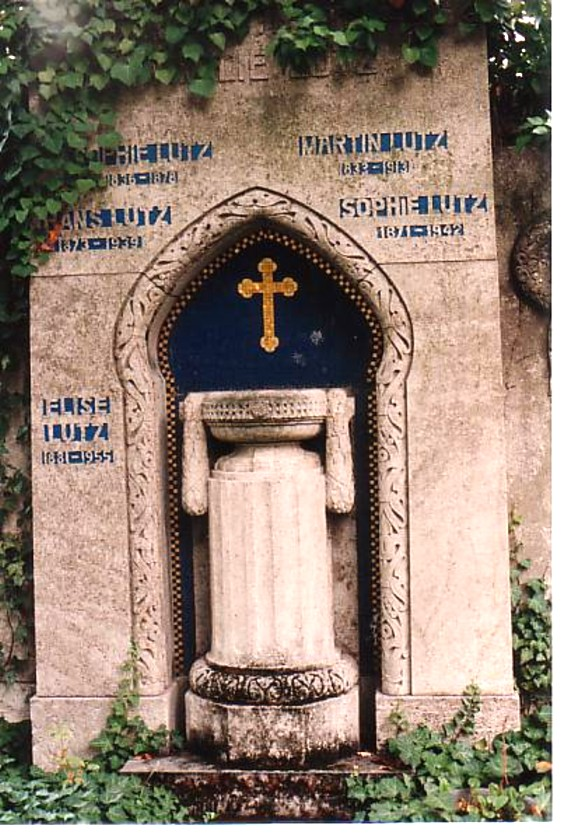
Ehrengrab von Martin Lutz auf dem Feudenheimer Friedhof

Martin Lutz starb am 3. Oktober 1913 an einem Schlaganfall. Seine Grabstätte wurde 1983 vom Landesdenkmalamt Baden-Württemberg unter Denkmalschutz gestellt. 

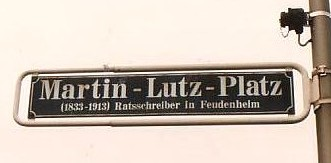
Martin-Lutz-Platz

 In Mannheim-Feudenheim gibt es heute noch den Martin-Lutz-Platz, der nach ihm benannt wurde. Lutz ist der Großvater des Malers Joachim Lutz.